# Условно-бесплатное — не бесплатно
«Условно-бесплатное — не бесплатно» (англ. Freemium Isn't Free) — шестой эпизод восемнадцатого сезона «Южного Парка». Эпизод вышел 5 ноября 2014 года на канале Comedy Central в США. Эпизод поднимает проблемы человеческих зависимостей, способности объективно осознавать зависимость и аморальности бизнеса, эксплуатирующего зависимости.

## Сюжет
Джимми рассказывает Стэну о новой фримиум-игре Терренса и Филлипа. Игра бесплатна, но для увеличения возможностей игрока предлагается покупать игровые возможности за реальные деньги. Стэн скачивает её, увлекается, хотя и заявляет, что она тупая и скучная. Все ребята в школе согласны с тем, что игра тупая и скучная, и отказываются от неё. Однако Стэн не может остановиться. Со временем обнаруживается, что Стэн потратил на неё 489 долларов США. Отец и мать проводят с ним строгую беседу. Выясняется, что у его деда также имеются проблемы с азартными играми. Рэнди задаётся вопросом — не могли ли демоны зависимости от игр передаться Стэну от его деда. В процессе разговора родителей Марш Шэрон обращает внимание Рэнди на то, что у него также есть проблема зависимости — зависимость от алкоголя. Рэнди, прихлёбывая безглютеновое пиво, категорически заявляет, что она в прошлом.
Выясняется, что игра была разработана Канадским министерством мобильного гейминга (англ. The Canadian Department of Mobile Gaming) без ведома Терренса и Филлипа. Узнав об игре они в ярости врываются в Министерство с требованием объяснений. Их бесит, что игра тупая и отнимает деньги у людей. Но министр мобильного гейминга предлагает им смириться этим показывая, что сборы от неё обеспечивают значительный доход в бюджет Канады. Терренс и Филлип, предлагают хотя бы сделать игру интересной, но министр говорит, что это не имеет смысла, так как если игра будет достаточно интересной сама по себе, то никто не будет тратить деньги, чтобы сделать её веселее. Терренс и Филлип уходят из министерства с чеками на 10 миллионов долларов каждый.
Тем временем Стэн начинает пропускать школу, играя в игру Терренса и Филлипа и тратя абсурдное количество денег. Рэнди с Стэном забирают дедушку из казино домой, где Рэнди пытается выяснить, что с ними не так. Стэн заявляет, что он не зависим и ему не составит труда бросить игру. Дедушка говорит, что если бросит Стэн, то бросит и он. Во время беседы Рэнди выпивает шесть бокалов разных сортов вина, уверенно заявляя, что он не бухает, а дегустирует и что это «изысканное дело».
Друзья выясняют, что им всем рассказал про игру Джимми, который получает деньги от канадского правительства за распространение игры. Джимми признаётся, что он тоже был зависим от онлайн игр, стал барыжить, так как ему были нужны деньги на микроплатежи, но смог освободиться от зависимости. Он предлагает Стэну обратиться к высшим силам. Тот садится молиться и в ответ на его призывы приходит Сатана, «принц искушений». Сатана рассказывает Стэну, что все живое нуждается в гормонах и дофамине, чтобы испытывать стремления, есть и размножаться. Но поскольку человек имеет все, что хочет, то работа Князя Тьмы - обеспечивать людей изысканными удовольствиями, дабы те стремились к их получению. Стэн, его отец и его дедушка генетически предрасположены к зависимостям, так как их тела вырабатывают слишком много дофамина, а значит, Стэну нужно контролировать себя в отношении любых удовольствий.
Закончив лекцию, Сатана случайно видит игру и возмущается, насколько же она глупа и неинтересна: по его словам, она оскорбляет само понятие искушения, так как удовольствие должно быть изысканным. Внезапно он мрачнеет и спрашивает, кто ее сделал. Услышав ответ "Канада", Сатана приходит в ярость, вселяется в тело Стэна и отправляется в Канаду. В это время Терренс и Филипп, придя к министру, обнаруживают, что тот - замаскированный Канадский Дьявол, Вельзежоп (англ. Bealzaboot). Тот объявляет, что души всех канадцев отныне принадлежат ему, но его останавливает и побеждает, изгоняя в Ад, разъяренный Сатана.
Вернувшись домой, Стэн решает бросить фримиум-игры, проводя время вместе с дедушкой. Канада, в свою очередь, объявляет, что прекращает выпуск фримиум-игр, и вновь становится "честной, уважаемой, хотя и дерьмовой, тундрой".

## На чём базируется успешная онлайн игра
(по словам канадского дьявола)
- захомутайте игрока простым игровым циклом;
- используйте много сияющих приблуд и комплиментов, чтобы игрок собой гордился;
- обучите игроков тратить выдуманную валюту;
- предложите тратить в игре именно выдуманную валюту, а не реальные деньги;
- постройте игру на ожидании, но дайте игроку платить, чтобы избежать ожидания.